# Alpha et Omega
Alpha et Omega fue una orden ocultista fundada por, entre otros, Samuel Liddell MacGregor Mathers a principios del siglo XX. Era una escisión de la Orden Hermética de la Aurora Dorada, fundada en Londres en 1888. El nombre es abreviado usualmente como A. O. y, según algunas fuentes, el nombre completo era Orden Rosacruz de Alpha et Omega.
En la actualidad hay una Escuela Rosacruz de Misterios Alpha Ωmega en el seno de una Orden Hermética de la Aurora Dorada refundada que ofrece formación por Internet.

## Historia

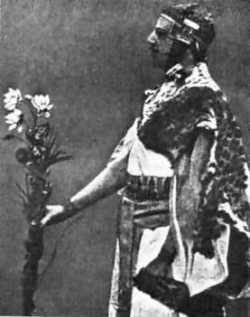
Samuel Liddell MacGregor Mathers con atuendo de sacerdote egipcio.

En 1901 tuvo lugar el escándalo de Horos, en el cual dos artistas usaron materiales de la Aurora Dorada obtenidos con Mathers para una estafa sexual. El nombre y la reputación de la Aurora Dorada fueron difamados en los tribunales y en la prensa. Tras una rebelión de adeptos de la Orden Hermética de la Aurora Dorada, Mathers renombró la rama que permanecía leal a él Alpha et Omega entre 1903 y 1913 en París. El nombre A. O. ya aparecía en una copia del ritual de neófitos propiedad de Henry Kelf datada en 1905. Parece haberse utilizado poco después del cisma.
En Gran Bretaña, dos templos permanecieron leales a Mathers y se unieron a Alpha y Omega, uno en Londres y otro en Edimburgo. También dos o tres templos en los Estados Unidos de América, incluyendo el templo Thoth-Hermes de Chicago, permanecieron leales a Mathers durante el cisma y pasaron a formar parte de Alpha et Omega también.
Cuando Mathers murió en 1918 fue sucedido por su viuda Moina Mathers y por J. W. Brodie-Innes. Tras la muerte de Moina en el Hospital St Mary Abbots de Londres el 25 de julio de 1928  Isabel Morgan Boyd, su hija Isme y Edward John Langford-Garstin se hicieron con el control del templo de Londres.
Según la prima de Langford-Garstin, Ithell Colquhoun, el A. O. sobrevivió hasta el estallido de la Segunda Guerra Mundial en 1939 cuando "cerró oficialmente". Los muebles de los templos fueron destruidos "a instancia de los Jefes Secretos". Colquhoun afirmó más tarde que los muebles, junto con su Cúpula de los Adeptos, fueron "consumidos en una hoguera" en el Parque Sacombe de Ware, condado de Hertfordshire.
En los tiempos de la Segunda Guerra Mundial los templos de esta orden ya no existían.

## Rituales
Mientras que los rituales de la Orden Hermética de la Aurora Dorada fueron publicados entre 1909 y 1910 y los de su escisión Stella Matutina fueron publicados en 1937 los rituales de A. O. permanecieron en secreto hasta que fueron publicados en 2011.

## Desafíos y legado
Dos miembros famosos de Alpha y Omega fueron Dion Fortune (que escribía con el seudónimo de Violet Firth) y Paul Foster Case. Dion Fortune fue iniciada en Alpha et Omega en 1919 y, finalmente, alcanzó el grado 2°=9□. Con la aprovación de Moina Mathers, Fortune creó un grupo exterior para el A. O. con el propósito de atraer a posibles iniciados. Inicialmente se llamó Logia Cristiana Mística de la Sociedad Teosófica y posteriormente Fraternidad de la Luz Interior. En 1922, Dion Fortune publicó Filosofía esotérica del amor y del matrimonio. Moina Mathers consideró esto como una exposición no autorizada de las enseñanzas secretas de Alpha et Omega y también, según el escritor Francis X. King, empezó a preocuparse por la mejora de las habilidades de Dion Fortune con los viajes astrales y de su recepción de "mensajes en trance de maestros de la tradición occidental". Esto llevó a la expulsión de Dion Fortune de Alpha et Omega. Fortune se unió después a Stella Matutina (S. M.) y alcanzó el grado 5°=6□. Su expulsión de A. O. y su transferencia a S. M. tuvo lugar mientras ella organizaba su propia escuela de ocultismo, que se hizo conocida con el nombre de Sociedad de la Luz Interior.
En 1918 Paul Foster Case fue iniciado en el templo Thoth-Hermes de Alpha et Omega bajo la dirección de Michael Whitty. El 16 de mayo de 1920, Case fue iniciado en la Segunda Orden de Alpha et Omega y fue hecho adepto menor el 6 de junio de 1920. Tras la muerte de Michael Whitty, Paul Foster Case pasó a ser praemonstrator del templo Thoth Hermes. Poco después, Moina Mathers escribió a Case criticándole por discutir las enseñanzas concernientes a la sexualidad esotérica en presencia de miembros de la orden exterior lo que provocó que Case dimitiese de su cargo de praemonstrator. Cuando Case comenzó a cuestionar ciertas enseñanzas fundamentales de la orden, incluyendo el sistema de magia enoquiana, Case entró en fricciones con los jefes del templo de Thoth-Hermes. En diciembre de 1921, Case escribió a Moina Mathers pidiéndole salir del templo de Thoth-Hermes aunque finalmente fue expulsado en enero de 1922. Case fundó su propia escuela esotérica, llamada Constructores del Adytum, e inicialmente conocida como Escuela de la Sabiduría Eterna. La escuela de Case retiró algunas de las enseñanzas de la Aurora Dorada y de Alpha et Omega, adoptando, por ejemplo, una versión modificada del diseño de Arthur Edward Waite para el tarot y dispensando del uso de las tablas de Dee y Kelley y de las enseñanzas de la magia enoquiana en favor de tablas basadas en fórmulas cabalísticas.
Langford-Garstin se molestó por la publicación de la obra Aurora Dorada Israel Regardie en 1934, un conjunto de cuatro grandes volúmenes que detallaban, según Francis X. King, la mayoría de los manuscritos de la Aurora Dorada. El primer volumen del conjunto contenía las conferencias para conocer la Orden Exterior. King afirmó que la publicación de esto tuvo un efecto demoledor en Alpha et Omega y Stella Matutina.
En 1966 se encontró una caja con algunas herramientas para magia de la orden Alpha et Omega en una playa. Se publicó una fotografía de esto en el periódico Daily Telegraph con una nota que decía que eran pertenencias de una bruja.